# 切尼 (華盛頓州)
錢尼（Cheney） （发音为/ˈtʃiːni/）位於美國華盛頓州斯波坎縣。根據美國人口調查局，此市在2008年的人口為10,385人。東華盛頓大學（Eastern Washington University）坐落於此市，在學期中，東華盛頓大學的人口會暫時增長到17,600人。

## 外部連結
- 官方網站（页面存档备份，存于）
- Official website of the West Plains Chamber of Commerce （页面存档备份，存于）
- Official website of Historic Downtown Cheney （页面存档备份，存于）
- 中的“切尼 (華盛頓州)”